# بوغدان لوبونت
بوغدان لوبونت (بالرومانية: Bogdan Lobonţ)‏ هو حارس مرمى كرة قدم روماني، بدأ مسيرته الكروية مع نادي كورفينول هونيدوارا، وشارك مع عدة أندية أوروبية منها دينامو بوخارست وفيورنتينا وأياكس أمستردام ونادي روما. ثم اعتزل رياضة كرة القدم في عام 2018.

## مسيرته الكروية
لعب بوغدان لوبونت خلال مسيرته الاحترافية مع 6 أندية في ثلاثة وعشرون موسمًا ولم يسجل خلالها أي هدف ضمن 301 مباراة. حيث فاز في موسم واحد بالكأس وفي أربعة مواسم بالدوري.
خاض بوغدان لوبونت مسيرته مع FC Corvinul Hunedoara ‏ في موسم 1995–96 ولمدة موسمين، مشاركًا في 40 مباراة ولم يسجل أي هدف. ثم انتقل إلى نادي رابيد بوخارست في موسم 1997–98 واستمر معه طيلة ثلاثة مواسم، حيث شارك في 80 مباراة ولم يسجل أي هدف أيضًا. لينتقل بعدها إلى نادي أياكس أمستردام في موسم 2000–01 في المرة الأولى لمدة موسم واحد ثم في موسم 2002–03 واستمر معه طيلة ثلاثة مواسم، مشاركًا طوالها في 49 مباراة ولم يسجل أي هدف أيضًا. ثم انتقل إلى نادي دينامو بوخارست في موسم 2001–02 في المرة الأولى لمدة موسم واحد ثم في موسم 2006–07 واستمر معه طيلة ثلاثة مواسم، مشاركًا طوالها في 93 مباراة ولم يسجل أي هدف أيضًا. هذا وانتقل لاحقًا إلى نادي فيورنتينا في موسم 2005–06 لمدة موسم واحد، مشاركًا في 17 مباراة ولم يسجل أي هدف أيضًا. ثم انتقل بعدها إلى نادي روما في موسم 2009–10 ليلعب معه تسعة مواسم، مشاركًا في 22 مباراة ولم يسجل أي هدف أيضًا.

## وصلات خارجية
- بوغدان لوبونت على موقع الاتحاد الدولي (مؤرشف)  (الإنجليزية)
- بوغدان لوبونت على موقع الاتحاد الأوربي (الإنجليزية)
- بوغدان لوبونت على موقع قاعدة بيانات كرة القدم.إي يو (الإنجليزية)
- بوغدان لوبونت على موقع ناشيونال فوتبول تيمز (الإنجليزية)
- بوغدان لوبونت على موقع Soccerbase.com (لاعب) (الإنجليزية)
- بوغدان لوبونت على موقع Soccerway.com (الإنجليزية)
- بوغدان لوبونت على موقع عالم كرة القدم.نت (الإنجليزية)
- بوغدان لوبونت على موقع كووورة
- بوغدان لوبونت على موقع AS.com (الإسبانية)
- الموقع الرسمي للاعب
- معلومات من الاتحاد الأوروبي
- معلومات من نادي أياكس